# Bathophilus longipinnis
 Bathophilus longipinnis és una espècie de peix de la família dels estòmids i de l'ordre dels estomiformes.

## Morfologia
- Els mascles poden assolir 10,9 cm de longitud total.[4][5]

## Hàbitat
És un peix marí i d'aigües profundes que viu entre 20-1.646 m de fondària.

## Distribució geogràfica
Es troba a l'Atlàntic oriental (des del Marroc fins a Mauritània, i des d'Angola fins a Sud-àfrica), l'Atlàntic occidental (el Golf de Mèxic i les Antilles), el sud-est del Pacífic (Xile), l'Índic, el Pacífic occidental central i el Mar de la Xina Meridional.